# Бюхер, Карл
Карл Вильгельм Бюхер (нем. Karl Wilhelm Bücher; 16 февраля 1847, Кирберг, Гессен — 12 ноября 1930, Лейпциг) — немецкий экономист, историк народного хозяйства и статистик, представитель новой (молодой) исторической школы в политической экономии. Профессор политической экономии в Лейпцигском университете (1892—1917), основатель (1916) и руководитель Института газетоведения при нём.

## Биография
Родился 16 февраля 1847 года в семье щёточника Фридриха Бюхера и его жены Христианы, занимавшихся сельским хозяйством в городке Кирбург. Первоначальное образование получил в семье и сельской школе. С 1863 по 1866 год посещал гимназию в Хадамаре, а в 1866—1869 годах изучал историю, филологию и государственные науки в Боннском и Гёттингенском университете. В 1870 году получил степень доктора наук, защитив в Боннском университете диссертацию «Quaestionum Amphictyonicarum specimen. De gente Aetolica Amphictyonicae participe».
Работал домашним учителем и учителем гимназии: с 1872 года — младший учитель в Дортмунде, в 1873—1878 годах — преподаватель реального училища во Франкфурте-на-Майне.
В 1878 году Бухер принял предложение издателя Frankfurter Zeitung Леопольда Зоннемана и стал редактором отдела социальной и экономической политики (до 1880).
В феврале 1881 года стал приват-доцентом кафедры политической экономии и статистики в Мюнхенском университете. Летом 1882 года был назначен ординарным профессором географии, этнографии и статистики Дерптского университета и в том же году женился на Эмилии Миттермайер.
В ноябре 1883 года Карл Бюхер получил кафедру политической экономии и финансов в Базельском университете, а осенью 1890 года стал профессором народного хозяйства в политехникуме в Карлсруэ. Через два года, в 1892 году, Карл Бюхер стал профессором национальной экономики на философском факультете Лейпцигского университета и проработал в этой должности до 1921 года. В 1902—1903 годах он был назначен деканом философского факультета, а в 1903—1904 годах — ректором Лейпцигского университета.

## Научные взгляды
Полагал, что человечество развивалось поступательно, постепенно проходя стадии натурального хозяйства без обмена, городского хозяйства (период прямого обмена), государственного хозяйства и, наконец, хозяйства мирового. В начале 90-х годов в работе «Возникновение народного хозяйства» утверждал, что древность и раннее средневековье находились на стадии натурального хозяйства, обмен в этот период не стал ещё органичной частью экономической жизни и носил случайный, поверхностный характер, касаясь преимущественно предметов роскоши, но не предметов широкого потребления, которые в основном потреблялись в тех же хозяйствах, в которых и производились. Таким образом, Бюхер подчёркивал разницу между античным хозяйством и экономикой капиталистической эпохи. Против выводов Бюхера выступили историки, в центре внимания которых находились вопросы социально-экономической истории античной эпохи, в том числе Юлиус Белох, Эдуард Мейер и Роберт фон Пёльман.

## Научные работы
В числе научных работ Карла Бюхера можно выделить:
- «Die Frauenfrage im Mittelalter» (Тюбинген, 1882)
- «Die Arbeiterfrage im Kaufmannstand» (Берлин, 1883)
- «Die Bevölkerung von Frankfurt am M. im XIV und XV Jahrhundert» (т. I, Тюбинген, 1886)
- «Von den Produktionsstätten des Weihnachtsmarktes» (Базель, 1887)
- «Basels Staatseinnahmen und Steuervertheilung 1878—87» (Базель, 1888)
- «Die Bevölkerung des Kantons Baselstadt am 1 XII 1888» (Базель, 1890)
- «Die Wohnungs-Enquete in der Stadt Basel von 1—19 II 1889» (Базель, 1891)
- «Das russische Gesetz über die in Fabriken und Manufakturen arbeitenden Minderjährigen vom 1 Juni 1882» (в «Jahrb. für Nationalökonomie», новое изд., 8 т.)
- Бюхер К. Возникновение народного хозяйства: публичные лекции и очерки / ред. и пер. И. М. Кулишер — 5-е изд. испр. и доп., пер. по 16-му нем. изд. 1922 г. — Пг.: Akademia, 1923.